# 750年
| 千纪： | 1千纪                                                                                           |
| 世纪： | 7世纪 \| 8世纪 \| 9世纪                                                                         |
| 年代： | 720年代 \| 730年代 \| 740年代 \| 750年代 \| 760年代 \| 770年代 \| 780年代                       |
| 年份： | 745年 \| 746年 \| 747年 \| 748年 \| 749年 \| 750年 \| 751年 \| 752年 \| 753年 \| 754年 \| 755年 |
| 纪年： | 庚寅年（虎年）；唐（新罗）天寶九載；日本天平胜宝二年；渤海国大興十三年                          |

## 大事记
- 唐安西四镇节度使高仙芝攻石国，俘其王及部众以归。
- 因劍南節度使鮮于仲通與雲南太守張虔陀無禮對待雲南王閣羅鳳，閣羅鳳發兵圍攻殺死張虔陀，陷姚州並“取夷州三十二”。
- 二月，高仙芝破朅师，虏其王勃特没。
- 阿拔斯人阿布·阿拔斯于扎卜河戰役大败奧米亞王朝末代哈里发馬爾萬二世，阿拔斯革命成功，阿拔斯王朝建立，中國史書稱之為黑衣大食，阿布·阿拔斯于庫法登基为第一任哈里发。
- 印度分为三国。

## 逝世
- 8月6日——馬爾萬二世，伊斯蘭教第十八代哈里發，阿拉伯帝国倭马亚王朝第十四代與末代哈里发。